# Липосома

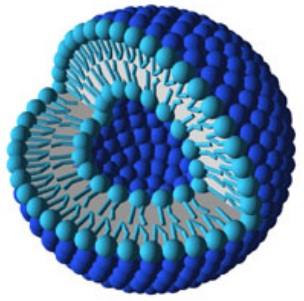

Липосомы — сферические везикулы, имеющие один или несколько липидных бислоёв. Образуются в смесях фосфолипидов с водой. Внутри липосом содержится вода или раствор, в котором проводилась ультразвуковая обработка.
Диаметр липосом составляет от 20 нм (моноламеллярные везикулы, стенка состоит из одного бислоя) до 10-50 мкм (мультиламеллярные везикулы, стенка состоит из десятков или сотен бислоёв).

## Применение в медицине
С помощью липосом изучают воздействие на мембраны витаминов, гормонов, антибиотиков и других препаратов. Для ядовитых препаратов важным является точная их доставка к больному органу или ткани, минуя остальные части организма. Липосомы успешно используются, как носители лекарств, поскольку:
- по химическому составу липосомы сходны с природными мембранами клеток;
- липосомы универсальны, что позволяет переносить широкий спектр медицинских химических препаратов;
- не вызывают аллергических реакций.

Липосомы широко применяются в экспериментальной онкологии. Однако есть ряд трудностей использования липосом в медицине. Во-первых, липосомы поглощаются клетками ретикуло-эндотелиальной системы, причём большее их количество находится в печени, селезёнке, костном мозге, лимфатических узлах и кровотоке. Поэтому доставка лекарственных препаратов с помощью липосом в другие органы и части организма является более сложной задачей. Во-вторых, липопротеины, обмениваясь с липосомами липидами, способствуют разрушению липосом и вытеканию наружу их содержимого. Также стоит задача увеличения сроков хранения липосом после их приготовления.
В последнее время в качестве возможной альтернативы липосомам в качестве средства доставки лекарств рассматриваются экзосомы.

## Галерея

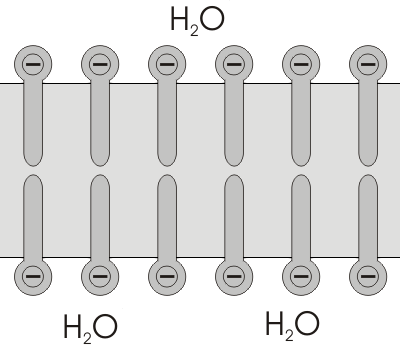
Двойной электрический слой
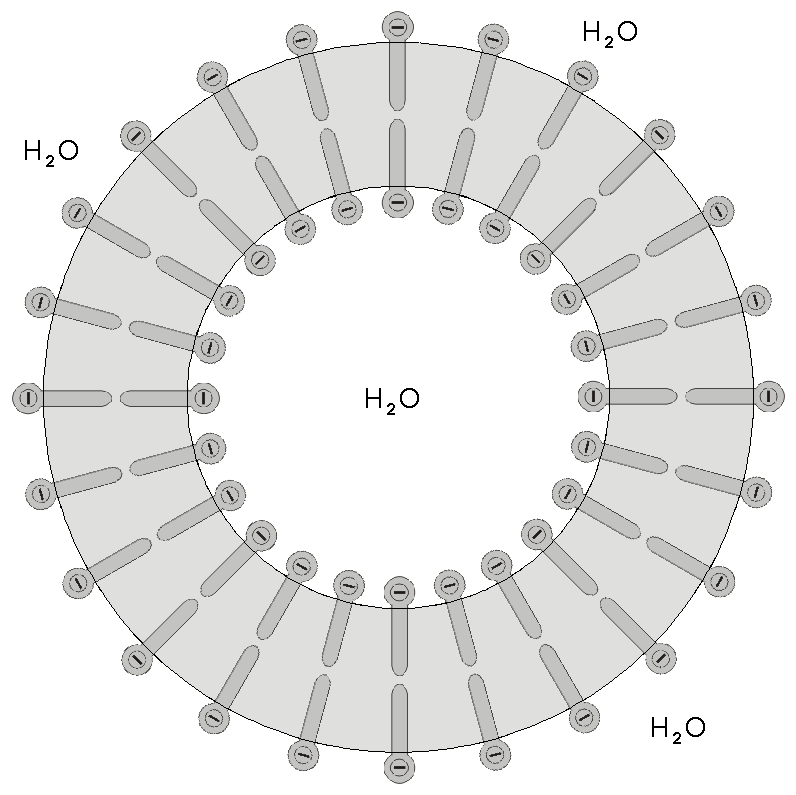
Липосома